# 政平州
政平州，是明代交阯承宣布政使司新平府下轄的一個州，領政和縣、古鄧縣、從質縣三縣。治所約在今越南廣平省𤅷江南、北兩岸的地區。

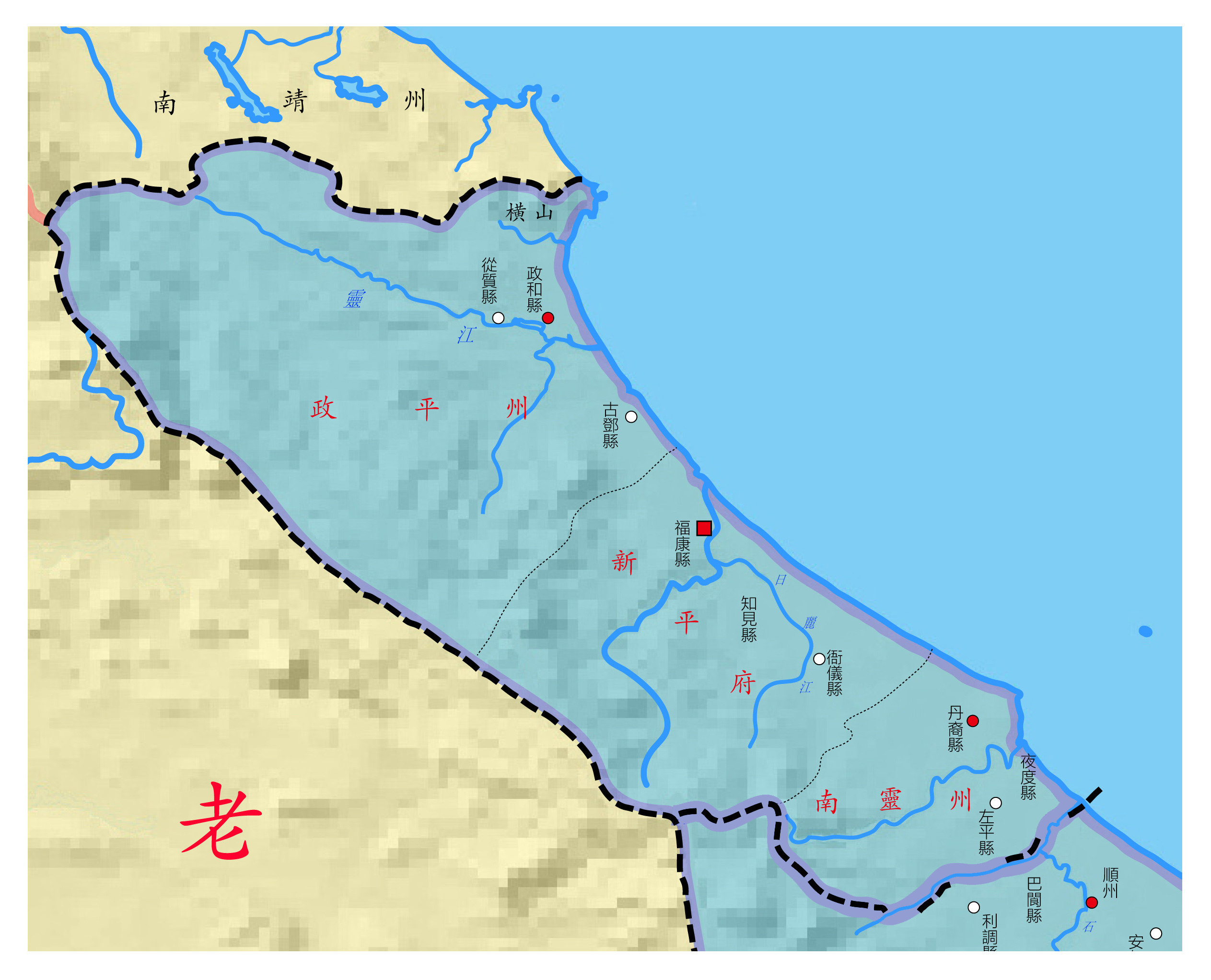

## 沿革
- 吳、晉、隋壽泠縣之地，占城為布征州。
- 明永樂五年六月癸未（1407年7月5日）置，屬新平府[2][3][4][5][6][7]。
- 永樂十年七月初十日癸巳（1412年8月17日），設交阯政平州之彌淪海門巡檢司[8]。
- 永樂十三年八月二十三日丁亥（1415年9月25日），以政平州之古鄧、從質、政和三縣入本州[9]。
- 宣德三年五月二十日辛未（1428年7月2日），贈交阯死節政平州知州何忠為府同知[10]。